# Sociologisk teori
Sociologisk teori betegnes også som samfundsteori eller samfundsfilosofi, og bygger på studier af menneskelig adfærd og samspillet mellem individ og system.
Nogle sociologiske teorier er et resultat af empiriske studier, mens andre hovedsagelig er opbygget om logiske ræssonnementer. Et eksempel på en sociologisk teori, som er en generel, logisk deduktiv konstruktion findes hos Anthony Giddens, der har udviklet begrebet strukturation uden forudgående empirisk undersøgelse.
Sociologiske teorier er ofte generalseringer af resultaterne af en konkret sociologisk undersøgelse. Som eksempel kan nævnes Pierre Bourdieus teori om sammenhængen mellem habitus og menenskelige kapitalformer.

## Sociologiske teoretiske perspektiver
Sociologisk teori er mangeartet og omfatter flere hovedperspektiver:

### Ontologisk indfaldsvinkel
Den ontologiske indfaldsvinkel belyser sammenhængen mellem verdensbillede, samfundssyn og menneskesyn. Den klassiske diskussion af verdensbilledet tager sit udgangspunkt i Gudsbeviset og dets modsætning det ateistiske dogme. Begrebet menneskesyn omfatter forskellige forestillinger om menneskets naturlige anlæg eller baggrundsforudsætninger. Begrebet samfundssyn bygger på forestillinger om baggrunden for, at mennesket organiserer sig i fællesskaber. De to klassiske modpoler i denne debat betegnes som henholdsvis voluntaryisme og determinisme. Disse forholder sig til spørgsmålet, om udviklingen er styret af menneskets egen fri vilje eller er styret af lovmæssige forhold. I det første tilfælde betegnes styringsmidlerne som indre styring, i det andet tilfælde som ydre styring af adfærd.

### Systemisk indfaldsvinkel
Den systemiske indfaldsvinkel angår forestillinger om og studier af systemers udvikling, styring af aktiviteten i systemerne og systemernes struktur og funktioner. Det omfatter ligeledes perspektiver på forholdet mellem individ og fællesskab i almindelighed eller aktør og system i mere konkrete sammenhænge. Systemperspektivet er et aspekt i mange tidlige sociologiske teorier, men som overordnet indfaldsvinkel har  Karl Marx med sin definition af kapitalismen som et verdensomspændende system, som en af de tidligste teoretikere benyttet en overordnet ramme for systembegrebet. Talcott Parsons introducerer i 1937 et komplekst systembegreb, som senere er blevet karakteriseret som funktionalisme. Såvel Jürgen Habermas som Niklas Luhmann benytter systemanalyser i komplekse teoretiske sammenhænge, og især Luhmann opstiller en grundlæggende logik for systemernes indbyrdes kommunikation.

### Aktørbegrebet
Alle individer kan defineres som aktører i et system; men systemer kan, når de optræder som forhandlingspart også betegnes som aktører. Således er en nationalstat dels et system med en fastlagt struktur, dels en aktør, når den optræder i internationale organisationer, fx FN. Neofunktionalismens aktørbegreb er et af eksemplerne på denne indfaldsvinkel.

### Metodisk indfaldsvinkel
Den metodiske indfaldsvinkel, hvor metoden benyttes som målestok for generaliseringer. Den beskæftiger sig bl.a. med kriterier for udvælgelsen af data.

## Sociologisk argumentation
Argumenter, der skal understøtte teoridannelsen kan tage udgangspunkt i  det naturlige, det normbestemte eller det gennemsnitlige.
Teorier, som lægger vægt på det naturlige forudsætter, at mennesket og samfundet har en oprindelig naturtilstand, som danner rammen om de sociale strukturer og den sociale adfærd.
Teorier, som lægger vægt på det normbestemte beskæftiger sig med formelle regler (fx lovgivning). Data udvælges med henblik på at påvise evt. forskelle mellem den normbestemte sociale adfærd og den faktiske sociale adfærd i et socialt system.
Teorier, som lægger vægt på det gennemsnitlige beskæftiger sig med hyppighed. Normalfordelingen er et eksempel på en fordelingsfunktion, som inddrager beregninger af middelværdi og varians i studiet af normaladfærden.
Sociologiske forskere, der fremhæver, at såvel menneskets som samfundets udviklingstræk bærer præg af tilfældighed og uforudsigelighed har fået stadig større betydning for den sociologiske teoriudvikling. Nogle af disse teorier operer dog med en vis form for systematik, fx et kriterium, hvor udgangspunktet for den sociale virkelighed er "det, der på et givet tidspunkt er almindelig enighed om", eller det herskende paradigme. Dette grundsyn kan eksemplificeres ved diskursteorier, som antager, at alle udfald i den sociale orden kunne være anderledes under andre betingelser.